# FC Ingolstadt 04
Fußball-Club Ingolstadt 04 e.V., bolje znan pod imenom FC Ingolstadt 04 je nemški nogometni klub iz Ingolstadta. Klub je bil ustanovljen leta 2004, ko sta se združila ESV Ingolstadt in MTV Ingolstadt ter aktualno igra v 2. Bundesligi. Njihov domači stadion je Audi-Sportpark, ki sprejme 15.800 gledalcev.